# Psettina profunda
Psettina profunda är en fiskart som först beskrevs av Weber, 1913.  Psettina profunda ingår i släktet Psettina och familjen tungevarsfiskar. Inga underarter finns listade i Catalogue of Life.